# 40. šahovska olimpijada
40. šahovska olimpijada je potekala med 27. avgustom in 10. septembrom 2012 v Carigradu, Turčija. V odprti konkurenci je zmagala Armenija pred Rusijo in Ukrajino, Slovenija je osvojila 25. mesto, v ženski konkurenci pa je zmagala Rusija pred Kitajsko in Ukrajino, Slovenija je zasedla 41. mesto.